# Primera batalla de St Albans
La Primera Batalla de St Albans dio comienzo a la guerra de las Dos Rosas. El combate tuvo lugar el 22 de mayo de 1455 en el pueblo de St Albans. Ricardo, duque de York, y su aliado, Ricardo Neville, conde de Warwick, derrotaron a las tropas de la casa de Lancaster dirigidas por Edmundo Beaufort, duque de Somerset, quien resultó muerto. Al finalizar el combate, Ricardo de York capturó al rey Enrique VI, logrando hacerse nombrar Lord Protector del Reino de Inglaterra.
En el intento de evitar ser superados por su flanco por el fuerte ejército de 5.000 yorkistas, el ejército del rey Enrique, compuesto por unos 2.000 soldados, se concentró en el pueblo y se construyeron barricadas en la colina de Holywell, al igual que en la calle de San Pedro, con el fin de defenderse de un eventual ataque de los York, que provendría desde los campos ubicados al este de la localidad. El contingente principal de las fuerzas de Enrique fue sorprendido y totalmente derrotado gracias a la gran velocidad del ataque de Ricardo. Esto fue producto de la esperanza que reinaba entre las tropas del rey, de poder llegar a una solución pacífica, teniendo como ejemplo lo sucedido en Blackheath en 1452. De hecho los comandantes mantuvieron negociaciones pocos minutos antes del combate. Sin embargo, los dos asaltos frontales destruyeron al grueso de las fuerzas yorkistas, con un alto número de bajas.
Por su parte Warwick, al mando de la reserva, rodeó el pueblo hasta la zona sin defensas, penetrando por medio de las casas y jardines. El conde apareció en la plaza del mercado, donde esperaban sentadas y descansando las fuerzas del rey. Existen evidencias de que el ataque fue tan repentino que los soldados no tenían puestos siquiera los cascos. Los atacantes, un pequeño grupo, se lanzaron con fiereza logrando quebrar la defensa en dos, convirtiéndose en parte de la historia militar.
Warwick ordenó a sus arqueros disparar sobre la guardia real, matando e hiriendo a muchos nobles, incluyendo al rey y su comandante, el duque de Buckingham. El conde mató en un combate singular a uno de sus principales enemigos, el duque de Somerset, fuera de la posada del castillo. Las tropas encerradas entre las trincheras y la plaza, desertaron al encontrarse claramente rodeadas, huyendo hacia el camino.
La importancia militar de la batalla fue pequeña, al parecer con cerca de 300 muertos. Pero esta victoria total de los York fue trascendental en el plano político: 
- El rey había sido capturado
- El duque de Somerset había sido muerto y
- El archienemigo de los Neville, Enrique Percy, había caído.